# Kapa haka
Pour les articles homonymes, voir Kapa (homonymie) et Haka (homonymie).
Ne doit pas être confondu avec Haka.

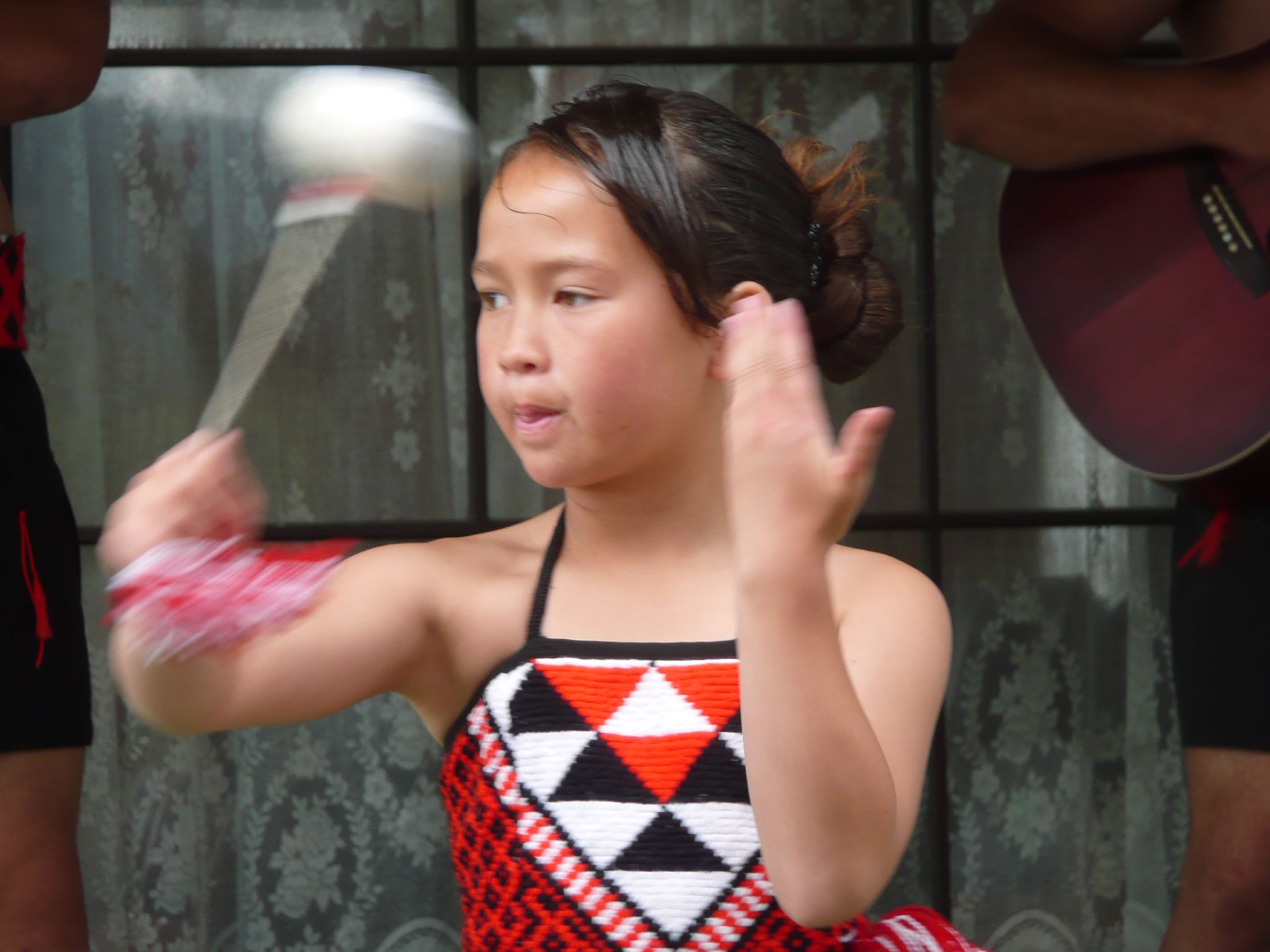
Jeune fille maori dansant une poi

Un kapa haka est un groupe de personnes réunies pour pratiquer et présenter des chants et danses des Maoris de Nouvelle-Zélande. « Kapa » signifie « rang » ou « file » en langue maori ; la plupart des représentations impliquent se mettre en rang. Plus récemment l'expression est utilisée (de manière incorrecte selon certains), pour se référer à la représentation elle-même.
Un kapa haka inclut des chants mimés et dansés, et des mouvements associés au combat à mains nues jadis pratiquée par les Maori au temps pré-colonial, le tout présenté en parfaite synchronisation des actions et du son. Le style s'est développé d'un mélange de principes musicaux européens et maori.
Pour les Maori, le kapa haka, avec roulements d'yeux, claques sur les cuisses et langues dehors, est bien plus qu'une démonstration de puissance visant à décontenancer l'adversaire... C'est le moment où chacun vient affirmer le « mana » de sa communauté, c'est-à-dire sa force intérieure, mais aussi sa cohésion, son rayonnement, sa capacité à convaincre, à partager.

## Représentation
Un kapa haka consiste d'une représentation de plusieurs chansons et danses maori arrangées pour faire un tout cohérent. Les danses et chants les plus vus sont « waiata tira » (chanson pour s'échauffer), « whakaeke » (chanson d'entrée en scène), « waiata-a-ringa » (chanson d'action), « haka » (défi), « pou » ou « moteatea » (chants traditionnels), « poi » (jeux synchronisés de balle attachée à une corde), et « whakawatea » (chanson finale). On peut aussi inclure « titi torea » (manipulation sychronisée de bâtons). Dans une représentation, qui dure jusqu'à 40 minutes, on peut voir chaque musique ou danse plus d'une fois.
La musique du kapa haka est surtout vocale. Toutes les chansons, à l'exception près du « moteatea » et du « haka », sont basées sur une harmonie européenne, souvent accompagnée d'une guitare. Des morceaux de chant haka peuvent être mélangés à ces chansons, ainsi que des mouvements de danse et des expressions utilisées dans les danses maori. La langue utilisée est le maori ; on écrit encore des chansons en cette langue. Les seuls instruments utilisés sont la guitare et le « putatara » (conque), ainsi que le son des « poi » et « rakau ».
Les kapa haka constituent de groupes mixtes allant de plusieurs à des dizaines de personnes, toutes habillées à la manière maori ou néo-maori. Ces personnes sont généralement connues dans le groupe, soit de par une parentèle proche, soit de par leur iwi (tribu), ou une association culturelle maori. En général ils se synchronisent pendant la représentation, quoique les hommes peuvent faire une action pendant que les femmes en font une autre. Tous ont des rôles particuliers, dont le « kaitataki » (leaders, homme et femme), qui bouge parmi les autres, les encourageant. Les compositeur, chorégraphes et costumiers jouent également des rôles majeurs.
Tous les deux ans, des kapa haka de partout en Nouvelle-Zélande participent à la « Te Matatini », la compétition nationale pour Maori. Une autre compétition prestigieuse a lieu tous les ans au « Polyfest » d'Auckland.

## Musiques et danses

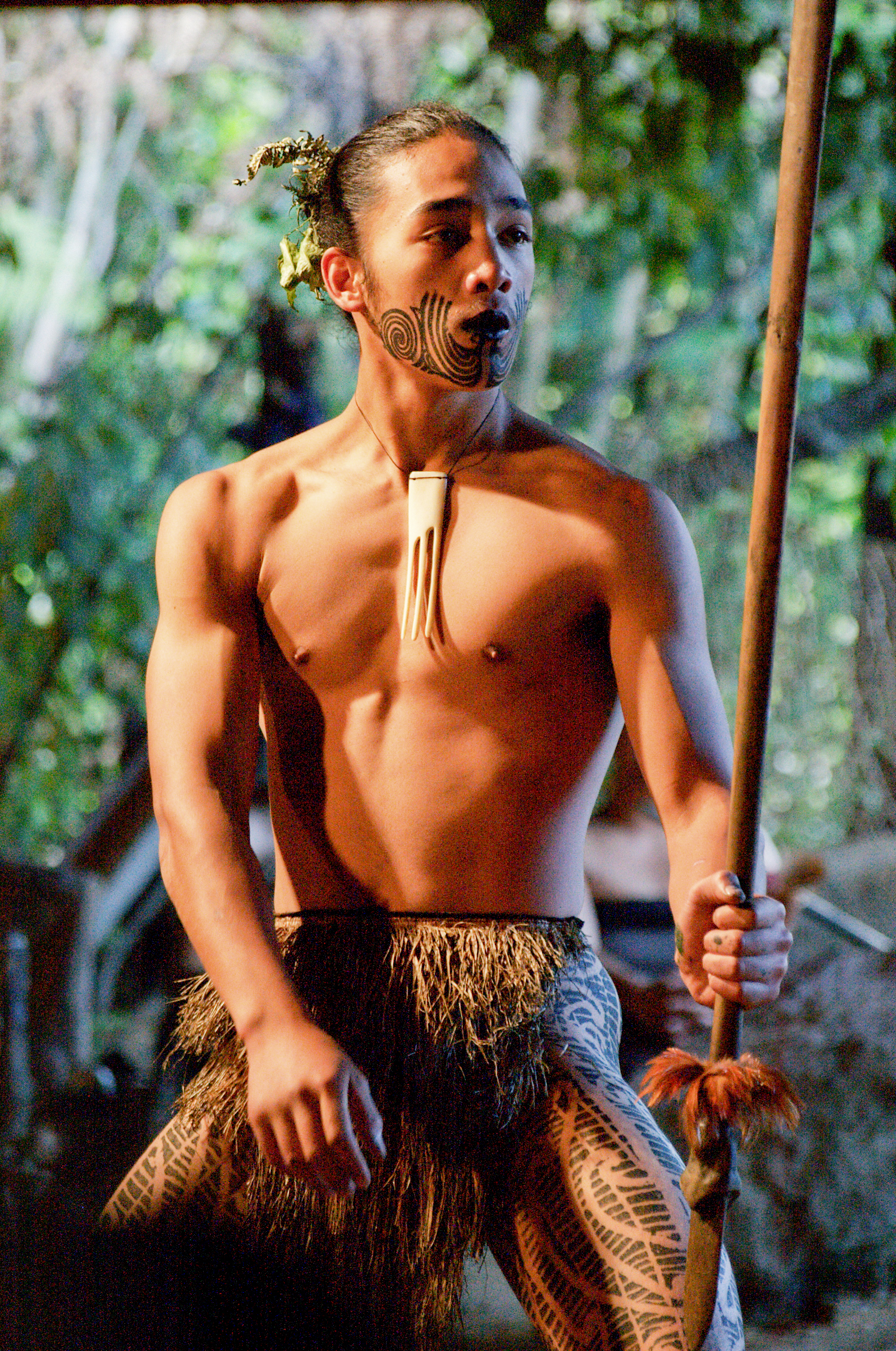
Jeune homme maori dansant

Waiata tira sont des musiques chorales utilisées pour s'échauffer et introduire le groupe à l'audience. C'est pour annoncer l'arrivée du kapa haka de manière joyeuse et positive.
Whakaeke sont également des musiques chorales, utilisées pour parler d'un problème social ou pour commémorer un évènement ou élément de la culture maori. Elles peuvent être utilisées comme chanson annonçant l'arrivée du kapa haka.
Haka peuvent se décrire comme des « défis » : elles sont utilisées pour exprimer la colère. Faites par un groupe mixte, les hommes au-devant et les femmes derrière. On y crie et chante de manière rythmique à triple mètre et fait des « pukana » (expressions agressives), et des mouvements agressifs (coups de pied au sol, percussion sur la poitrine...). Le plus souvent décrites comme danses de guerre, elles eurent et ont toutefois un usage pacifique.
Waiata-a-ringa (littéralement « chanson de mains ou bras ») sont des « chansons d'action », signifiant qu'elles montrent la pratique polynésienne d'exagérer et renforcer la poésie chantée avec des mouvements des bras et mains. Elles sont faites par des groupes mixtes, les femmes devant et les hommes derrière. On y utilise des mélodies de chansons non-maori avec des paroles en maori, mais aussi des chansons maori récemment écrites, sur beaucoup de sujets. On y voit le « wiri » ou tremblement des mains pour indiquer le lien entre l'âme et le corps.
Poi sont des danses de femmes impliquant l'usage de balles d'environ la taille de balles de tennis attachées à des cordes. Ses origines datent de la tradition pré-coloniale d'entraînement pour améliorer l'agilité en combat, mais aujourd'hui la poi est utilisée pour montrer la grâce des femmes. Les danseuses balancent les balles à des rythmes et manières différents tout en chantant une « waiata poi » accompagnées d'une guitare. Cela démontre une grande dextérité et coordination, particulièrement avec les poi longues à corde de plus d'un mètre, ou chaque femme peut contrôler quatre poi à la fois. Les balles furent faites de raupo et les cordes de phormium. Le bruit des poi frappant les mains fait partie de la musique.
Titi torea sont occasionnellement utilisées dans les kapa haka. Il s'agit de bâtons de bois gravé d'environ l'épaisseur de l'épaule, manipulés avec des mouvements rapides des bras et poignets, souvent échangés entre les danseurs. On y danse de manière synchronisée avec accompagnement musical, le son des titi torea le complémentant. Comme le poi, la danse vient d'un ancien entraînement pour guerriers.
Pou ou moteatea sont des chansons dans le style maori précolonial, chantées généralement à l'unisson et pouvant être des berceuses, des lamentations, des chansons de guerre...
Whakawatea sont des musiques chorales utilisées pour dire au revoir à l'audience ou faire un dernier point fort avant de quitter la scène. Elles peuvent s'agir du même thème que les whakaeke ou un évènement. Les danseurs sont souvent aux côtés de la scène ou derrière.